# Ernie Fields
Ernie Fields (Nacogdoches, 26 augustus 1905 - Texas, 11 mei 1997) was een Amerikaanse jazz-trombonist en orkestleider.

## Geschiedenis
Fields groeide op in Oklahoma. Hij begon een opleiding als elektricien en speelde trombone in de Marching Band van het Tuskegee Institute. In Tulsa werkte hij vervolgens als amateurmuzikant en speelde ook saxofoon. Aan het begin van de jaren 1920 richtte hij de band Royal Entertainers op, waarmee hij vooreerst in Tulsa County in bars, tijdens dansevenementen en jaarmarkten optrad. Pas tijdens de jaren 1930 begon hij professioneel met zijn Territory Band door de zuidwestelijke Verenigde Staten te toeren. In 1939 werd hij ontdekt door John Hammond, die sterren als Charlie Christian en Benny Goodman onder contract had. Hammond bood hem op korte termijn een contract aan bij zijn label Vocalion.
Sinds eind jaren 1940 werkte Fields met een kleinere band en wisselde stilistisch van de bigband-swing naar de r&b. Eind jaren 1950 verhuisde hij naar Los Angeles om de studioband voor Rendezvous Records te leiden, waarin Ernie Freeman (piano), René Hall (gitaar), Plas Johnson (saxofoon) en Earl Palmer (drums) speelden. Een internationale hit werd zijn met deze band opgenomen r&b-versie van In the Mood uit 1959 van Glenn Miller met een 4e plaats in de Amerikaanse hitlijst en een 13e plaats in de Britse hitlijst. Ook met zijn versie van Millers Chattanooga Choo Choo was hij succesvol. In 1966 trok Fields zich terug uit de muziekbusiness om als promotor en talentmanager te werken in Tulsa.
Field zoon Ernie Fields jr. werd bekend als saxofonist, bandleader en muziekproducent.

## Overlijden
Ernie Fields overleed in mei 1997 op 91-jarige leeftijd.
- Bibliothèque nationale de France: cb13999606w (data)
- Gemeinsame Normdatei: 1280019603
- International Standard Name Identifier: 0000 0001 1667 5115
- Library of Congress Control Number: n87118820
- MusicBrainz: 616033e8-074b-4c12-9b3c-2d00bccf4993
- Virtual International Authority File: 70438777
- WorldCat: E39PBJkD3Hjpxr7grFCP8gFHYP